# جعفري شمس الدين
فريق أول (متقاعد) سجافري شمس الدين (ولد في 30 أكتوبر 1952) هو ضابط عسكري وسياسي إندونيسي يشغل منصب وزير الدفاع السابع والعشرون منذ عام 2024. من عام 2010 إلى عام 2014، شغل منصب نائب وزير الدفاع. كان في السابق حارسًا شخصيًا لسوهارتو وأحد أكثر المقربين منه ولاءً حتى سقوطه، كما كان أيضًا صديقًا قديمًا للرئيس الإندونيسي الحالي فرابوو سوبيانتو، الذي كان زميله في الدراسة في الأكاديمية العسكرية.
خدم سجافري شمس الدين في الجيش الإندونيسي وكان عضوًا في وحدة كوباسوس. اتُهم بانتهاكات حقوق الإنسان طوال حياته العسكرية. شارك في الغزو الإندونيسي لتيمور الشرقية وأُفيد لاحقًا أنه كان حاضرًا في مذبحة سانتا كروز عام 1991 وأزمة تيمور الشرقية 1999. كما اتُهم بالتورط في عمليات اختطاف النشطاء في إندونيسيا عامي 1997 و 1998 وأعمال الشغب في مايو 1998 في جاكرتا، حيث كان القائد العسكري للمدينة في ذلك الوقت. برأته السلطات الإندونيسية بشأن أعمال الشغب ولم تُوجه إليه اتهامات رسمية في تيمور الشرقية أو عمليات الاختطاف، على الرغم من فصله من الجيش بسبب هذه القضية الأخيرة. في عام 2009، رفضت الولايات المتحدة منحه تأشيرة عندما كان مستشارًا للرئيس آنذاك سوسيلو بامبانغ يودويونو.

## الحياة المبكرة والتعليم
وُلِد سجافري في مكاسر "أوجونغ باندانغ" في 30 أكتوبر 1952. كان السادس من بين 11 طفلاً للزوجين شمس الدين كورنيا، الذي كان رجلاً عسكريًا، وحمدانا. التحق سجافري بأكاديمية القوات المسلحة الإندونيسية في عام 1971 وتخرج منها في عام 1974. كان زميل دراسة لبرابوو سوبيانتو ورياميزارد رياكودو. في عام 1989، التحق بكلية الأركان والقيادة للجيش في عام 1989.